# Stunde des Ideals Produktionen
Stunde des Ideals Produktionen ist ein 2003 gegründetes deutsches Musiklabel. Es ist auf Black Metal in seinen verschiedenen Facetten spezialisiert, darunter beispielsweise Pagan Metal.
Die regionale Herkunft der veröffentlichten Bands streut geographisch quer durch Europa, wobei Bands aus Deutschland verstärkt im Repertoire vorkommen.
Mit Stand zum Jahresende 2019 sind bei der Online-Datenbank Discogs knapp 90 Veröffentlichungen hinterlegt – die erste im Jahr 2003.

## Veröffentlichungen (Auswahl)
|             | Gruppe                | Titel              | Jahr | Kommentar                        |
| ----------- | --------------------- | ------------------ | ---- | -------------------------------- |
| Deutschland | Bilskirnir            | Wotansvolk         | 2010 | Wiederveröffentlichung           |
| Osterreich  | Blessmon              | Imperial Hordes    | 2017 |                                  |
| Deutschland | Dauþuz                | In finstrer Teufe  | 2017 |                                  |
| Norwegen    | Hordagaard            | Ondskap            | 2006 | Wiederveröffentlichung           |
| Ungarn      | Marblebog             | Forestheart        | 2005 |                                  |
| Deutschland | The Martyrium         | Einsamkeit         | 2009 | Wiederveröffentlichung           |
| Deutschland | Ødelegger             | The End of Tides   | 2003 | Kassette                         |
| Niederlande | Terdor                | Levi               | 2011 |                                  |
| Deutschland | Ulfsdalir             | Baldurs Traum      | 2005 | Kassette, Wiederveröffentlichung |
| Deutschland | Vike Tare             | Live in Hamburg    | 2007 | Livealbum                        |
| Deutschland | Waffenträger Luzifers | Satanic Propaganda | 2011 |                                  |
| Deutschland | Zwischen den Welten   | Nexus Mundorum     | 2016 |                                  |